# George Wassouf
George Wassouf (en árabe: جورج وسوف) es un cantante sirio, nació el 23 de diciembre de 1961 en Kafroun, en la provincia siria de Tartús, en un hogar cristiano. En una trayectoria que abarca casi cuatro décadas, tiene gran recepción de fanáticos en el Líbano, Siria, en todo el mundo árabe y en el extranjero, es uno de los cantantes árabes más importantes que cuenta con más de 60 millones de discos vendidos en todo el mundo. También es llamado Abu Wadih (en árabe: Padre de Wadih, ya que su primer hijo se llama Wadih). 

## Biografía
George comenzó a cantar muy joven a la edad de 10 años, en su ciudad natal Kafroun, para diferentes ocasiones como casamientos, fiestas, hoteles, casinos, etc. 
Fue a la edad de 16 años cuando llegó a ser conocido como "El Sultán del Tarab" (el sultán de la música), llamado por George Ibrahim El-Khoury director de una revista, por su clásica canción "el-Hawa Sultán", con lo que fue convirtiéndose en un fenómeno artístico por toda Siria.
La gente en ese momento pensaba en él como el único que podría proporcionar el canto árabe tradicional con su voz mágica que era muy fuerte y aguda al principio y maduró hasta convertirse en la voz profunda que es ahora.

## Vida personal
Su padre es Badi Wassouf y su madre Farha As-Sadda, y tiene cuatro hermanas, Azucena, Norma, Nawal y Maiada.
Se casó en 1982 con su primera esposa libanesa, Shalimar, a la edad de 21 años. Tienen tres hijos: Hatem Wassouf, George Jr. Wassouf y Wadie Wassouf. La pareja se separó después de 28 años de matrimonio en 2009.
Actualmente está casado con la campeona de rally de Catar, Nada Zeidan. Su hija, Oyoon, nació en octubre de 2015. Wassouf ha sido un destacado partidario del gobierno del presidente Bashar al-Assad durante la Guerra Civil Siria.

### Problemas de Salud
En 2001, fue sometido a una operación de sus caderas, siendo una de sus etapas más difíciles de su vida.
La noche del 19 de octubre de 2011, George Wassouf sufrió un derrame cerebral debido a descuidar la toma de su medicamento para la presión arterial, lo que lo mantuvo alejado de la comunidad artística durante tres años. Durante este periodo, viajó por varios países árabes y europeos para recibir el tratamiento de rehabilitación por su hemiplejía en su mitad izquierda de su cuerpo. Su primera aparición después de su enfermedad fue en un programa especial llamado "Say, O Malik" en el canal Al-Hayat y Al-Jadeed, conducido por el periodista Nishan Derharoutyunian en 2014, marcando el inicio de su regreso a la escena artística.

### Muerte de su hijo
El 6 de enero de 2023, su hijo Wadih murió debido a complicaciones de una cirugía de bypass gástrico.

## Discografía

### Álbumes
- 1976 - Tirghally
- 1984 - El hawa Sultan (El amor es sultán)
- 1988 - Wa’dini (Prométeme)
- 1990 - Shi Garib (Algo extraño)
- 1994 - Kalam En-nas (Palabras de la gente)
- 1996 - Lail el-asha’in (Noche de enamorados)
- 1998 - Lesa ed-dunia bi-jair (Aun hay bondad en el mundo?)
- 1999 - Tabib Yirah (Cirujano )
- 2000 - Daul mish habaaib (Así no son los amores)
- 2001 - Zaman el-ayaaib (El tiempo de las maravillas)
- 2002 - Inte gairuhum (Tu eres diferente a ellos)
- 2003 - Salaf we dain (Cosechas lo que siembras)
- 2004 - Atajart ktir (Me tardé mucho)
- 2006 - Hi el-ayam (Estos son los días)
- 2008 - Kalamek ia habibi (Tus palabras mi amor)
- 2009 - Allah Karim (Dios es generoso)
- 2015 - Shtaanelak

### Sencillos
- Ahla Ayam El Omr, 1995.
- Amri Lellah, 1995.
- Mahlak Tmahal Ya Malak, 1995.
- Rahal El Batal, 2000.
- Ferhat Rejouak Ya Loubnan, 2010.
- Dawarat El Ayam, 2010.
- Aady Ya Donia, 2011.
- Biyehsedouni, 2011.
- Seket El Kalam, 2013.
- Bisaalouni Aleik, 2013.
- Ya Oumi, 2013.
- Zekrayat, 2013.
- Shouq El Omr, 2013.
- Tarakni Ghab, 2014.
- Bandahlak, 2017.
- Malikat Gamal El Rouh, 2018.
- Hal El Garih, 2019.

### Clips
- Yalli Taebna Senin Fi Hawak, 1986.
- Ya Moualdani, 1986.
- Kalam El Nass, 1994.
- Erda Bel Nassib, 1996.
- Lissa El Donya Bkheir, 1998.
- Tabib Garah, 1999.
- Ana Assef, 1999.
- Dul Mush Habayeb, 2000.
- Ma Teoulou Leih, 2000.
- Zaman El Agayeb, 2001.
- Youm El Wadaa, 2001.
- Salaf We Dayn, 2003.
- Etakhart Ktir, 2004.
- Sehert El Leyl, 2004.
- Leilat Wadaana, 2006.
- Asaab Fourak, 2008.
- Aallem Albi El Shouk, 2008.
- Ferhat Rejouak Ya Loubnan, 2010.
- Dawarat El Ayam, 2010.
- Biyehsedouni, 2011.
- Malikat Gamal El Rouh, 2018.
- Hal El Garih, 2019